# Serhij Najew
Serhij Iwanowycz Najew (ukr. Сергій Іванович Наєв; ur. 30 kwietnia 1970 w Mohylowie Podolskim) – ukraiński wojskowy, generał porucznik, dowódca Połączonych Sił Sił Zbrojnych Ukrainy (2020–2024). Bohater Ukrainy (2022).

## Życiorys
Serhij Najew urodził się 30 kwietnia 1970 w Mohylowie Podolskim w obwodzie winnickim.
W latach 1987–1991 studiował w Moskiewskiej Wojskowej Wyższej Szkole Dowódczej, po czym uzyskał stopień wojskowy porucznika. Kształcił się również na Narodowej Akademii Obrony Ukrainy.
W latach 1991–1993 dowodził plutonem piechoty zmotoryzowanej w jednej z jednostek Grupy Wojsk Radzieckich w Niemczech.
W 2014 roku dowodził tzw. Sektorem B podczas walk o lotnisko w Doniecku.
Podczas swojej kariery wojskowej pracował między innymi w Dowództwach Operacyjnych –„Wschód”, a także „Południe”.
W marcu 2018 Wiktor Mużenko, szef Sztabu Generalnego Sił Zbrojnych Ukrainy wyznaczył Najewa na swojego zastępcę.
28 kwietnia 2022 prezydent Ukrainy Wołodymyr Zełenski nadał mu tytuł Bohatera Ukrainy.
12 lutego 2024 roku Najew poinformował, że dzień wcześniej został odwołany z kierowania Dowództwem Połączonych Sił, zastąpił go Jurij Sodol.